# Bosquet
Pour les articles homonymes, voir Bosquet (homonymie).

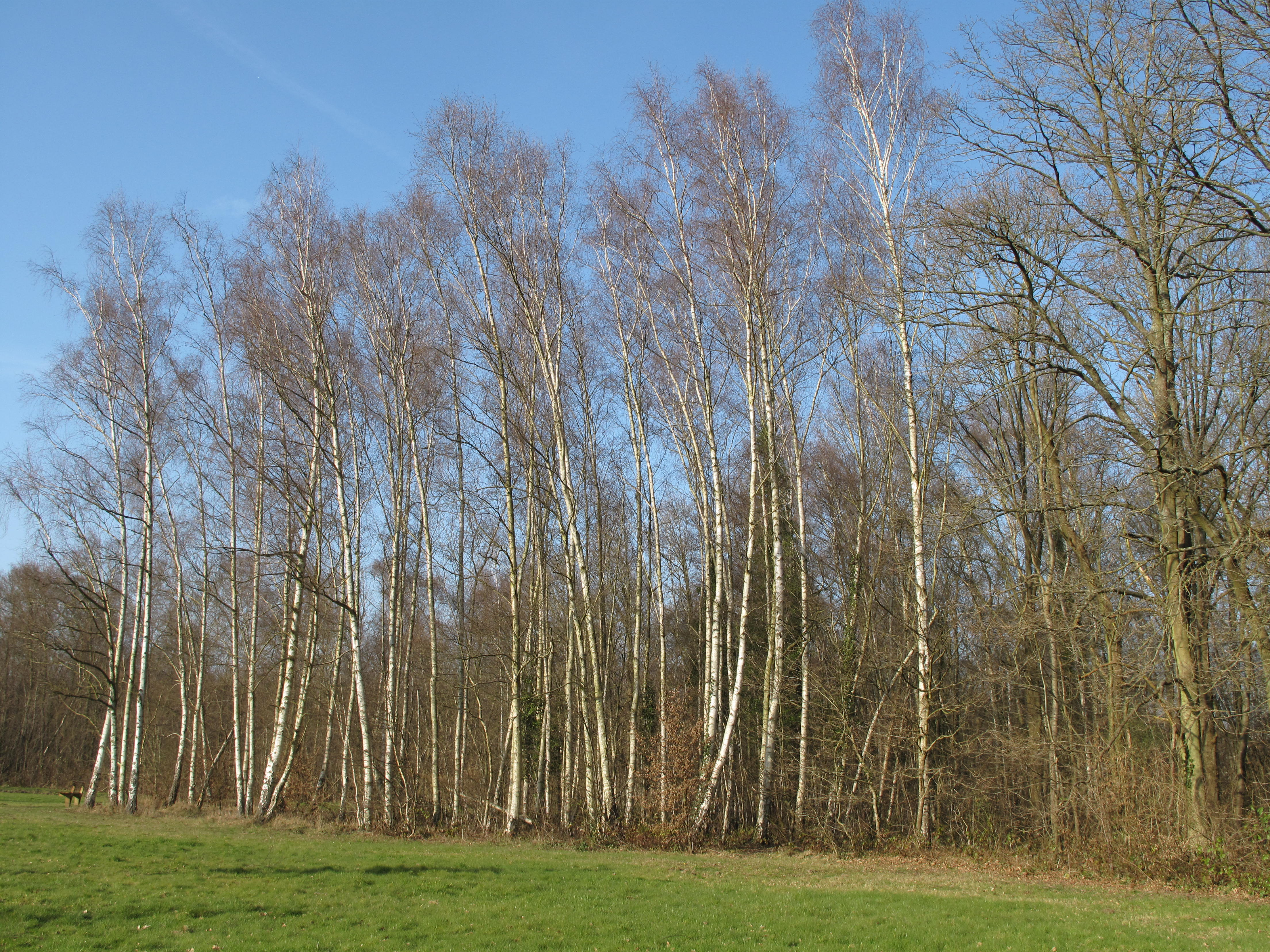
Bosquet de bouleaux

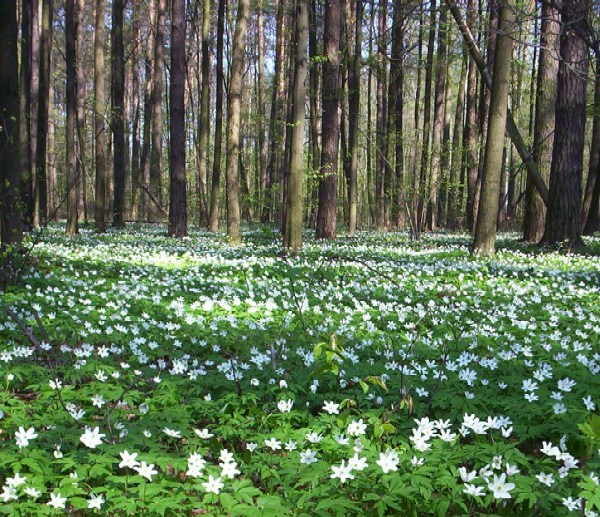
Bosquet près de Radziejowice, en Pologne.

Un bosquet est un boisement de petite étendue. Pour l'Inventaire forestier national français, la surface d'un bosquet est comprise entre 5 et 50 ares, ce qui distingue ce petit bois du moyen bois (boqueteau avec une surface comprise entre 50 ares et 4 hectares) ou à un grand bois (forêt de surface supérieure à 4 ha, appelée bois, ce dernier terme trop générique n'étant plus utilisé). Les grands bois et boqueteaux font ainsi partie de la surface forestière, pas les bosquets.

## Caractéristiques
Un bosquet se distingue d'un taillis par l'absence de sous-bois herbacé ou arbustif ; et d'un verger qui est composé d'arbres plantés et cultivés pour leurs fruits.
Dans l'Antiquité, il existait des bosquets sacrés consacrés à une divinité, tels que le jardin des oliviers de Gethsémani.
Le terme vient probablement de l'occitan bosquet, « petit bois », de bòsc, « bois ».
En France, le maintien des bosquets de 10 à 50 ares fait partie des bonnes conditions agricoles et environnementales (BCAE), qui conditionnent les aides de la politique agricole commune.